# Type 56

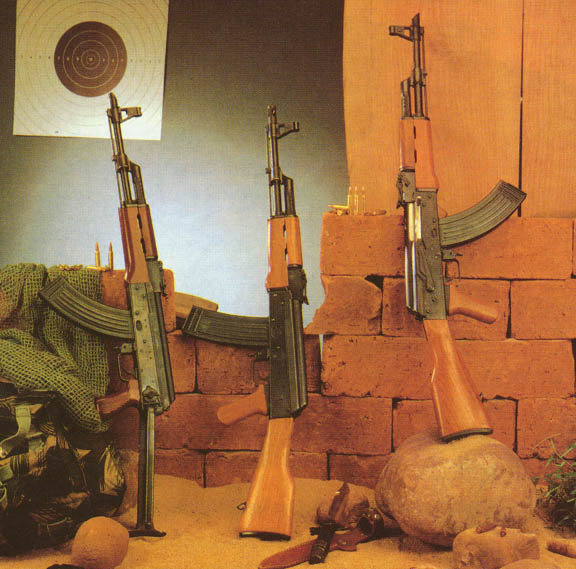
Type 56-1 (links), Type 84S (midden) en Type 56 (rechts)

Het type 56 (Chinees: 56式突击步枪; letterlijk; "Aanvalsgeweer, Model van 1956") is een lichtgewicht aanvalsgeweer en is de door China gefabriceerde en gelicenseerde kopie van de AK-47. De enige verschillen met de officiële AK-47 is dat het een vaste punt bajonet heeft die wegklapbaar is, de loop is iets dikker, het vizier is gesloten en de kolf gaat naar beneden.